# Sigournea
Sigournea — рід стеблових тетраподоморфів раннього карбону. Рід містить лише один вид, типовий вид Sigournea multidentata, який був названий у 2006 році палеонтологами Джоном Р. Болтом і Р. Еріком Ломбардом на основі однієї нижньої щелепи з Айови. Щелепа походить із заповненого тріщинами відкладення вапняку Сент-Луїс, який відкрито в кар'єрі поблизу міста Сігурні, і датується візейським етапом, що робить його вік приблизно 335 мільйонів років. Болт і Ломбард назвали рід на честь Сігурні. Назва виду multidentata натякає на багато зубів, що збереглися в щелепі. Щелепа, яка зберігається в Музеї Філда і занесена в каталог як FM PR 1820, сильно вигнута вниз, але, ймовірно, спочатку була прямою, оскільки була деформована в процесі скам'яніння після смерті особини. У зубну кістку вкорінені вздовж зовнішнього краю щелепи 88 маленьких загострених крайових зубів. Додатковий ряд ще менших зубів проходить уздовж короноїдів, трьох кісток, розташованих уздовж нижньої межі зубного ряду на внутрішній поверхні нижньої щелепи. Болт і Ломбард змогли класифікувати Sigournea як раннього представника Tetrapoda на підставі наявності поверхонь кісток, покритих ямками та виступами, одного ряду зубних зубів, щелепного суглоба, спрямованого вгору, і відкритої борозни для бічної лінії вздовж зовнішньої поверхні щелепи, а також на основі відсутності зубів на передсуглобовій кістці або збільшених іклів на короноїдах. Sigournea відрізняється від інших стеблових чотириногих тим, що на внутрішній поверхні щелепи є кілька отворів усередині поглиблення, яке називається екзомекелієвим фенестром.